# Голубинська сільська рада (Бахчисарайський район)
Голуби́нська сільська́ ра́да — адміністративно-територіальна одиниця та орган місцевого самоврядування в Бахчисарайському районі Автономної Республіки Крим. Адміністративний центр — село Голубинка.

## Загальні відомості
- Населення ради: 4 487 осіб (станом на 2001 рік)

## Населені пункти
Сільській раді були підпорядковані населені пункти:
- с. Голубинка
- с. Аромат
- с. Багата Ущелина
- с. Нижня Голубинка
- с. Новопілля
- с. Поляна
- с. Путилівка
- с. Соколине
- с. Сонячносілля

## Склад ради
Рада складалася з 20 депутатів та голови.
- Голова ради: Челєбієв Сідамет Рєдванович

### Керівний склад попередніх скликань
| Прізвище, ім'я, по батькові  | Основні відомості                                                         | Дата обрання | Дата звільнення |
| ---------------------------- | ------------------------------------------------------------------------- | ------------ | --------------- |
| Романов Олександр Сергійович | Сільський голова, 1956 року народження                                    | 26.03.2006   | 31.10.2010      |
| Челєбієв Сідамет Рєдванович  | Сільський голова, 1975 року народження, освіта вища, член Партії регіонів | 31.10.2010   |                 |

Примітка: таблиця складена за даними сайту Верховної Ради України

### Депутати
За результатами місцевих виборів 2010 року депутатами ради стали:

#### За суб'єктами висування
| Суб'єкт висування           | Кількість обраних депутатів | %  |
| --------------------------- | --------------------------- | -- |
| Самовисування               | 14                          | 70 |
| Партія регіонів             | 4                           | 20 |
| Комуністична партія України | 2                           | 10 |

#### За округами
| № округу                    | Прізвище, ім'я, по батькові  | Дата визнання обраним | Освіта             | Партійна приналежність            | Відомості про обраного депутата                                         |
| --------------------------- | ---------------------------- | --------------------- | ------------------ | --------------------------------- | ----------------------------------------------------------------------- |
| Комуністична партія України |                              |                       |                    |                                   |                                                                         |
| 15                          | Даніленко Любов Кузьмівна    | 02.11.2010            | середня            | член Комуністичної партії України | пенсіонер                                                               |
| 16                          | Стиров Іван Фролович         | 02.11.2010            | середня            | член Комуністичної партії України | підприємство «Вегніса», с. Холмівка, охоронець                          |
| Партія регіонів             |                              |                       |                    |                                   |                                                                         |
| 11                          | Парлюк Андрій Євгенович      | 02.11.2010            | середня спеціальна | член Партії регіонів              | Соколинський фельдшерсько-акушерський пункт, фельдшер                   |
| 13                          | Бугулова Валентина Дмитрівна | 02.11.2010            | середня спеціальна | член Партії регіонів              | Соколинський психоневрологічний інтернат, комірник                      |
| 14                          | Лазарева Лєнура Михайлівна   | 02.11.2010            | середня спеціальна | член Партії регіонів              | Соколинський психоневрологічний інтернат, фельдшер                      |
| 17                          | Маркова Валентина Василівна  | 02.11.2010            | інші види освіти   | член Партії регіонів              | пенсіонер                                                               |
| Самовисування               |                              |                       |                    |                                   |                                                                         |
| 1                           | Алексєєнко Галина Юріївна    | 02.11.2010            | вища               | позапартійна                      | Голубинська сільська рада, секретар                                     |
| 2                           | Кравчук Ганна Сергіївна      | 02.11.2010            | середня            | позапартійна                      | СООО «Ароматний», бухгалтер                                             |
| 3                           | Мусладінов Ділявер Асанович  | 02.11.2010            | вища               | позапартійний                     | приватне підприємство                                                   |
| 4                           | Омелянчук Марія Михайлівна   | 02.11.2010            | середня            | позапартійна                      | тимчасово не працює                                                     |
| 5                           | Бобкова Вікторія Миколаївна  | 02.11.2010            | середня            | позапартійна                      | тимчасово не працює                                                     |
| 6                           | Аблясов Зія Зоідович         | 02.11.2010            | вища               | позапартійний                     | тимчасово не працює                                                     |
| 7                           | Кушнеренко Валерій Іванович  | 02.11.2010            | вища               | позапартійний                     | Соколинський психоневрологічний інтернат, інженер по охороні праці      |
| 8                           | Скородумов Василь Іванович   | 02.11.2010            | середня            | позапартійний                     | будівельник                                                             |
| 9                           | Самієва Фатімахон Мамірівна  | 15.04.2013            | позапартійна       | Голубинська сільська рада         | діловод                                                                 |
| 10                          | Сеітаблаєв Ельдар Тагірович  | 02.11.2010            | середня            | позапартійний                     | тимчасово не працює                                                     |
| 12                          | Руденко Людмила Миколаївна   | 15.04.2013            | вища               | член Партії регіонів              | тимчасово не працює                                                     |
| 18                          | Голубєв Володимир Іванович   | 02.11.2010            | інші види освіти   | позапартійний                     | приватнефермерське господарство, руководитель фермерського господарства |
| 19                          | Алієва Еміне Сеітбатталівна  | 02.11.2010            | вища               | позапартійна                      | Голубинська загальноосвітня школа, бібліотекар                          |
| 20                          | Люманов Різа Абібуллайович   | 02.11.2010            | середня            | позапартійний                     | тимчасово не працює                                                     |